# Pierre Mauger (homme politique, 1923)
Pour les articles homonymes, voir Pierre Mauger et Mauger.
Paul Albert Pierre Mauger, né le 15 mai 1923 aux Sables-d'Olonne, est un résistant, déporté, administrateur de sociétés et homme politique français.

## Biographie
Pierre Mauger est le fils de Paul Mauger, directeur d'agence immobilière, et d'Alberte Dobigeon. Il fait ses études au lycée Clemenceau à Nantes. En juin 1940, à peine âgé de 17 ans, il décide de rejoindre la France libre via les Pyrénées. Il est arrêté et emprisonné en Espagne, avant d'être reconduit en zone occupée dans un camp militaire dont il s'échappe. Il entre alors en résistance, en rejoignant le réseau fondé par le colonel Rémy : la Confrérie Notre-Dame. Sous le pseudonyme de Pierre, il y est chargé plus particulièrement de la coordination des agents du grand Ouest. Le 30 mai 1942, il est arrêté par la Gestapo, puis il est déporté au camp de Mauthausen. Il y reste jusqu'à sa libération, en mai 1945.
Il est élu maire de sa ville en 1965, et député en 1967, étant vainqueur d'une triangulaire avec le sortant Louis Michaud et le maire de Challans Jean Léveillé. Il poursuit une carrière politique jusque dans les années 1990.
Le collège du Centre, aux Sables-d'Olonne, porte le nom de Pierre Mauger depuis 2005. Cette désignation, à l'initiative du conseil général de la Vendée, a suscité à l'époque une polémique, les enseignants reconnaissant les mérites du grand résistant tout en regrettant, au nom de la mission laïque de l'établissement, le militantisme politique de Pierre Mauger, proche des milieux catholiques traditionalistes.

## Détail des fonctions et des mandats
Mandat parlementaire
- 3 avril 1967 - 30 mai 1968 : député de la 3e circonscription de la Vendée
- 11 juillet 1968 - 1er avril 1973 : député de la 3e circonscription de la Vendée
- 2 avril 1973 - 2 avril 1978 : député de la 3e circonscription de la Vendée
- 3 avril 1978 - 22 mai 1981 : député de la 3e circonscription de la Vendée
- 2 juillet 1981 - 1er avril 1986 : député de la 3e circonscription de la Vendée
- 2 avril 1986 - 14 mai 1988 : député de la Vendée, élu au scrutin proportionnel
- 6 juin 1988 - 1er avril 1993 : député de la 3e circonscription de la Vendée

Mandats locaux
- 27 mars 1965 - 26 mars 1971 : maire des Sables-d'Olonne
- 24 septembre 1967 - 30 septembre 1973 : conseiller général du canton des Sables-d'Olonne
- 17 mars 1985 - 29 mars 1992 : conseiller général du canton des Sables-d'Olonne
- Vice-président du conseil général de la Vendée

## Décorations
- Commandeur de la Légion d'honneur
- Grand officier de l'ordre national du Mérite
- Médaille de la Résistance française avec rosette (24 avril 1946)[1]